# 2078 Нанкін
2078 Нанкін (2078 Nanking) — астероїд головного поясу, відкритий 12 січня 1975 року.
Тіссеранів параметр щодо Юпітера — 3,371.